# Tigimma
Tigimma (łac. Diocesis Tigimmensis) – stolica historycznej diecezji w Cesarstwie rzymskim w prowincji Afryka Prokonsularna, sufragania metropolii Kartagina. Współcześnie w Tunezji. Obecnie katolickie biskupstwo tytularne.

## Biskupi tytularni
| Lp. | Biskup                 | Funkcja                                             | Od                | Do                  |
| --- | ---------------------- | --------------------------------------------------- | ----------------- | ------------------- |
| 1   | Miguel Roca Cabanellas | biskup koadiutor Cartageny (Hiszpania)              | 20 lipca 1966     | 22 kwietnia 1969    |
| 2   | Luciano Storero        | nuncjusz apostolski                                 | 22 listopada 1969 | 1 października 2000 |
| 3   | Stanisław Dowlaszewicz | biskup pomocniczy Santa Cruz de la Sierra (Boliwia) | 21 grudnia 2000   |                     |